# فهرست سفیران ایران در رومانی
سفارت ایران در بخارست سال ۱۲۸۰ به وسیلهٔ «محمدابراهیم معاون‌الدولهٔ غفاری» تأسیس شد و نامبرده تا ۱۲۸۷ وزیرمختار بود. در آغاز وزیرمختار ایران در رومانی در دیگر کشورهای بالکان نیز اکردیته بود.

## آق‌قویونلو
- اسحاق بیگ (پزشک مخصوص اوزون حسن و فرستادهٔ او نزد اشتفان کبیر) ۱۴۷۲ میلادی (۸۵۰ یا ۸۵۱ ه‍.خ)

## قاجار
- محمدابراهیم غفاری (معاون‌الدوله) از ۱۲۸۰ تا ۱۲۸۷
- علی‌محمد معدل‌السلطنه از ۱۳۲۷ ه‍.ق تا؟
- علی‌محمد وزیرزاده (شریف‌الدوله)
- علی‌اکبر بهمن ۳ شهریور ۱۲۹۸ (۲۶ اوت ۱۹۱۹) - ۱۳۰۱

در ۱۳۰۱ به علت صرفه‌جویی در هزینه‌ها سفارت ایران در رومانی تعطیل شد.

## پهلوی
بازگشایی سفارت در ۳ خرداد ۱۳۱۱
؟
- محمدعلی مقدم ۱۳۱۴–۱۳۱۷
- محسن رئیس آبان ۱۳۱۷ - مرداد ۱۳۲۰

قطع روابط سیاسی در پی جنگ جهانی دوم
مدتی پس از پایان جنگ، عباس فروهر کاردار ایران در یوگسلاوی در کشور رومانی اکردیته شد.
از ۱۳۲۸ سفیر ایران در لهستان در کشور رومانی اکردیته شد.
بازگشایی سفارت ایران در رومانی در دی ۱۳۴۰
- طهمورث آدمیت ۱۳۴۰–۱۳۴۱

بسته شدن سفارت ایران در رومانی در ۱۳۴۱ به علت صرفه‌جویی در هزینه‌ها و سپردن وظایف آن به سفارت ایران در یوگسلاوی
بازگشایی سفارت ایران در رومانی در آبان ۱۳۴۵
- سلطان‌حسین وکیلی سنندجی آبان ۱۳۴۵ - آذر ۱۳۴۹
- میرصادق صدریه ۱۳۴۹–۱۳۵۲
- علیرضا بهرامی، سفیر از بهمن ۱۳۵۲ تا بهمن ۱۳۵۶
- محمدعلی مشیری همدانی، سفیر از اسفند ۱۳۵۶ تا اردیبهشت ۱۳۵۸

## جمهوری اسلامی ایران
- رکن‌الدین سعیدی طباطبایی (کاردار موقت) ؟ تا شهریور ۱۳۵۸
- پورنگ بهارلو شهریور ۱۳۵۸[۱] تا آبان ۱۳۵۹
- محمدحسن آیت‌اللهی (کاردار موقت) آبان ۱۳۵۹ تا آذر ۱۳۶۱
- احمد اجل‌لوئیان آذر ۱۳۶۱ تا آبان ۱۳۶۳
- مرتضی صفاری نطنزی (مسئول موقت) آبان ۱۳۶۳ تا خرداد ۱۳۶۴
- حمید فرهادی‌نیا خرداد ۱۳۶۴ تا تیر ۱۳۶۴
- مرتضی صفاری نطنزی (مسئول موقت) تیر ۱۳۶۴ تا مرداد ۱۳۶۶
- محمد جمشیدی گوهری مرداد ۱۳۶۶ تا بهمن ۱۳۶۸
- موسی کاظمی (کاردار موقت) بهمن ۱۳۶۸ تا فروردین ۱۳۶۹
- سید رسول مهاجر فروردین ۱۳۶۹ تا مرداد ۱۳۷۳
- سید محمود صدری طبائی زواره مرداد ۱۳۷۳ تا ۱۳۷۶
- محمدرضا مرشدزاده ۱۳۷۶–۱۳۷۹
- احمد فرد حسینی ۱۳۷۹ تا ۱۳۸۳
- علی‌اکبر فرازی ۱۳۸۳ تا ۱۳۸۷
- حمیدرضا ارشدی ۱۳۸۷ تا ۱۳۸۹
- بهادر امینیان جزی ۱۳۸۹–۱۳۹۳
- حمید معیر ۱۳۹۳–۱۳۹۷
- مرتضی ابوطالبی ۱۳۹۷ تا پاییز ۱۳۹۹
- سید حسین ساداتی بهمن ۱۳۹۹ تاکنون